# Adele Faccio
Adele Faccio (13 de novembro de 1920 - 8 de fevereiro de 2007) foi uma política italiana e deputada do Partido Radical (Partito Radicale).

## Ativismo sobre o aborto
Ela fundou o Centro de Informação sobre Esterilização e Aborto (Centro d'Informazione sulla Sterilizzazione e sull'Aborto) em 1973.